# 433
Період падіння Західної Римської імперії. У Східній Римській імперії триває правління Феодосія II. У Західній правління Валентиніана III, значна частина території окупована варварами, зокрема в Іберії утворилося Вестготське королівство. У Китаї правління династії Лю Сун. В Індії правління імперії Гуптів. У Японії триває період Ямато. У Персії править династія Сассанідів.
На території лісостепової України Черняхівська культура. У Північному Причорномор'ї готи й сармати. Історики VI століття згадують плем'я антів, що мешкало на території сучасної України приблизно з IV сторіччя. З'явилися гуни, підкорили остготів та аланів й приєднали їх до себе.

## Події
- Флавій Аецій зі значними силами гунів повертається в Італію, розганяє своїх супротивників і бере контроль над 14-річним імператором Валентиніаном III у свої руки. Його оголошено протектором.
- Петроній Максим стає консулом Західної Римської імперії.
- Папа Сікст III допоміг розв'язати христологічний диспут щодо несторіанства між патріархами Александрії й Антиохії.

## Народились
- Одоакр